# Saurita corallonota
Saurita corallonota är en fjärilsart som beskrevs av Felder 1874. Saurita corallonota ingår i släktet Saurita och familjen björnspinnare. Inga underarter finns listade.